# Råttfångaren från Hameln (film, 1972)
Råttfångaren från Hameln (orig. titel The Pied Piper) är en brittisk långfilm från 1972 i regi av Jacques Demy.

## Handling
Filmen utspelar sig år 1349, då digerdöden når Tyskland. En majors dotter ska gifta sig med en barons son, samtidigt som en katedral planeras att byggas i staden. En jude som drabbats av pesten söker vård för sin sjukdom, då prästerna anklagar honom för att använda sig av häxkonster.

## Om filmen
Filmen är baserad både på sagan Råttfångaren i Hameln nedskriven av Bröderna Grimm och en dikt av Robert Browning. Donovan var med och skrev musiken, däribland låten Sailing Homeward.
Filmen hade ursprunglig premiär den 25 maj 1972 i USA. Den svenska premiären dröjde till juldagen 1976 och visades på TV1.

## Rollista i urval
- Jack Wild - Gavin
- Donald Pleasence - Baronen
- John Hurt - Franz
- Donovan - Pied Piper
- Peter Vaughan - Biskopen
- Diana Dors - Frau Poppendick